# USS Bergall (SS-320)
USS Bergall (SS-320) là một  tàu ngầm lớp Balao từng phục vụ cùng Hải quân Hoa Kỳ trong Chiến tranh Thế giới thứ hai. Nó là chiếc tàu chiến đầu tiên của Hải quân Hoa Kỳ được đặt cái tên này, theo tên loài cá cunner thuộc họ Cá bàng chài Nó đã phục vụ trong suốt Thế Chiến II, thực hiện tổng cộng năm chuyến tuần tra và đánh chìm bốn tàu Nhật Bản với tổng tải trọng 15.684 tấn. Sau khi xung đột chấm dứt, nó được giữ lại để tiếp tục phục vụ trong giai đoạn cuộc Chiến tranh Lạnh, rồi được chuyển cho Thổ Nhĩ Kỳ vào năm 1959, và tiếp tục hoạt động như là chiếc TCG Turgutreis (S 342) cho đến khi xuất biên chế vào năm 1983 và bị tháo dỡ vào năm 2000. Bergall được tặng thưởng danh hiệu Đơn vị Tuyên dương Hải quân cùng bốn Ngôi sao Chiến trận do thành tích phục vụ trong Thế Chiến II.

## Thiết kế và chế tạo
Thiết kế của lớp Balao được cải tiến dựa trên  tàu ngầm lớp Gato dẫn trước, là một kiểu tàu ngầm hạm đội có tốc độ trên mặt nước cao, tầm hoạt động xa và vũ khí mạnh để tháp tùng hạm đội chiến trận. Khác biệt chính so với lớp Gato là ở cấu trúc lườn chịu áp lực bên trong dày hơn, và sử dụng thép có độ đàn hồi cao (HTS: High-Tensile Steel), cho phép lặn sâu hơn đến 400 ft (120 m). Con tàu dài 311 ft 9 in (95,02 m) và có trọng lượng choán nước 1.526 tấn Anh (1.550 t) khi nổi và 2.424 tấn Anh (2.463 t) khi lặn. Chúng trang bị động cơ diesel dẫn động máy phát điện để cung cấp điện năng cho bốn động cơ điện, đạt được công suất 5.400 shp (4.000 kW) khi nổi và 2.740 shp (2.040 kW) khi lặn, cho phép đạt tốc độ tối đa 20,25 hải lý trên giờ (37,50 km/h) và 8,75 hải lý trên giờ (16,21 km/h) tương ứng. Tầm xa hoạt động là 11.000 hải lý (20.000 km) khi đi trên mặt nước ở tốc độ 10 hải lý trên giờ (19 km/h) và có thể hoạt động kéo dài đến 75 ngày.
Tương tự như lớp Gato dẫn trước, lớp Balao được trang bị mười ống phóng ngư lôi 21 in (530 mm), gồm sáu ống trước mũi và bốn ống phía phía đuôi tàu, chúng mang theo tối đa 24 quả ngư lôi. Vũ khí trên boong tàu gồm một hải pháo 4 inch/50 caliber, một khẩu pháo phòng không Bofors 40 mm nòng đơn và một khẩu đội Oerlikon 20 mm nòng đôi, kèm theo hai súng máy .50 caliber. Trên tháp chỉ huy, ngoài hai kính tiềm vọng, nó còn trang bị ăn-ten radar SD phòng không và SJ dò tìm mặt biển. Tiện nghi cho thủy thủ đoàn bao gồm điều hòa không khí, thực phẩm trữ lạnh, máy lọc nước, máy giặt và giường ngủ cho hầu hết mọi người, giúp họ chịu đựng cái nóng nhiệt đới tại Thái Bình Dương cùng những chuyến tuần tra kéo dài đến hai tháng rưỡi.
Bergall được đặt lườn tại xưởng tàu của hãng Electric Boat Company ở Groton, Connecticut vào ngày 13 tháng 5, 1943. Nó được hạ thủy vào ngày 16 tháng 2, 1944, được đỡ đầu bởi bà J. A. Elkins, và được cho nhập biên chế cùng Hải quân Hoa Kỳ vào ngày 12 tháng 6, 1944 dưới quyền chỉ huy của Hạm trưởng, Thiếu tá Hải quân John Milton Hyde.

## Lịch sử hoạt động

### USSBergall
Sau khi hoàn tất việc chạy thử máy huấn luyện tại các vùng biển ngoài khơi New London, Connecticut và Newport, Rhode Island vào ngày 3 tháng 7, 1944, Bergall chuẩn bị để được điều động sang khu vực Mặt trận Thái Bình Dương. Nó khởi hành từ Căn cứ Tàu ngầm Hải quân New London vào ngày 16 tháng 7, băng qua kênh đào Panama vào ngày 24 tháng 7 và đi đến Trân Châu Cảng vào ngày 13 tháng 8, nơi nó tiếp tục được huấn luyện trong hai tuần lễ.

#### Chuyến tuần tra thứ nhất
Rời Trân Châu Cảng vào ngày 8 tháng 9 cho chuyến tuần tra đầu tiên tại vùng biển Đông, Bergall đi đến Saipan thuộc quần đảo Mariana để bảo trì và tiếp thêm nhiên liệu cặp bên mạn tàu tiếp liệu tàu ngầm Holland (AS-3) trước khi tiếp tục tuần tra vào ngày 20 tháng 9. Trên đường nó đã năm lần bắt gặp thủy phi cơ tuần tra đối phương, và phải lặn khẩn cấp để né tránh mìn sâu do chúng thả xuống. Đi đến ngoài khơi mũi Varella, Đông Dương thuộc Pháp vào ngày 29 tháng 9, đến ngày 3 tháng 10, nó trồi lên mặt nước để tấn công một tàu chở hàng nhỏ bằng hải pháo, nhưng phải rút lui và lặn xuống khi một thủy phi cơ Mitsubishi F1M2 "Pete" xuất hiện để can thiệp. Tại cửa vịnh Phan Rang vào ngày 9 tháng 10, nó phóng một loạt ba quả ngư lôi, đánh trúng một quả vào một tàu chở hàng khoảng 700 tấn.
Vào sáng ngày 13 tháng 10, Bergall phát hiện một đoàn hai tàu buôn được hai tàu hộ tống nhỏ bảo vệ. Nó một loạt bốn quả ngư lôi nhằm vào tàu buôn lớn hơn, ghi nhận hai tiếng nổ trong lúc phải quay đầu và lặn sâu để né tránh một trong hai tàu hộ tống săn đuổi. Sau khi tàu chở dầu Shinsu Maru (4.182 tấn) bị đắm, trong suốt năm giờ tiếp theo, đối phương phản công với 30 quả mìn sâu và bốn quả bom được thả xuống, nhưng Bergall đã né tránh được. Nó di chuyển xa hơn về phía Nam, gần cửa sông Sài Gòn cho đến ngày 24 tháng 10, khi nó được lệnh chuyển sang tuần tra tại eo biển Balabac gần Palawan.
Đang khi tuần tra trên mặt nước vào đêm 27 tháng 10, Bergall phát hiện bốn tàu qua màn hình radar, nên tiếp cận và phóng một loạt sáu quả ngư lôi nhắm vào mục tiêu lớn nhất ở khoảng cách 3.500 thước Anh (3.200 m). Nhiều vụ nổ nhỏ kèm theo một đám cháy lớn xác nhận tàu chở dầu Nippo Maru (10.528 tấn) bị tiêu diệt; các tàu buôn khác lẩn tránh vào vùng nước nông trong khi chiếc tàu ngầm rút lui về phía eo biển Balabac. Sang ngày hôm sau, nó đi dọc bờ biển Sarawak, rồi băng qua eo biển Karimata vào ngày 1 tháng 11. Ngoài khơi bờ biển phía Nam Borneo một ngày sau đó nó tiêu diệt một thuyền buồm bằng hải pháo, rồi đi xuống phía Nam qua eo biển Lombok và về đến căn cứ Fremantle vào ngày 8 tháng 11, nơi nó được tái trang bị đồng thời được sửa chữa trong ụ nổi ARD-10.

#### Chuyến tuần tra thứ hai

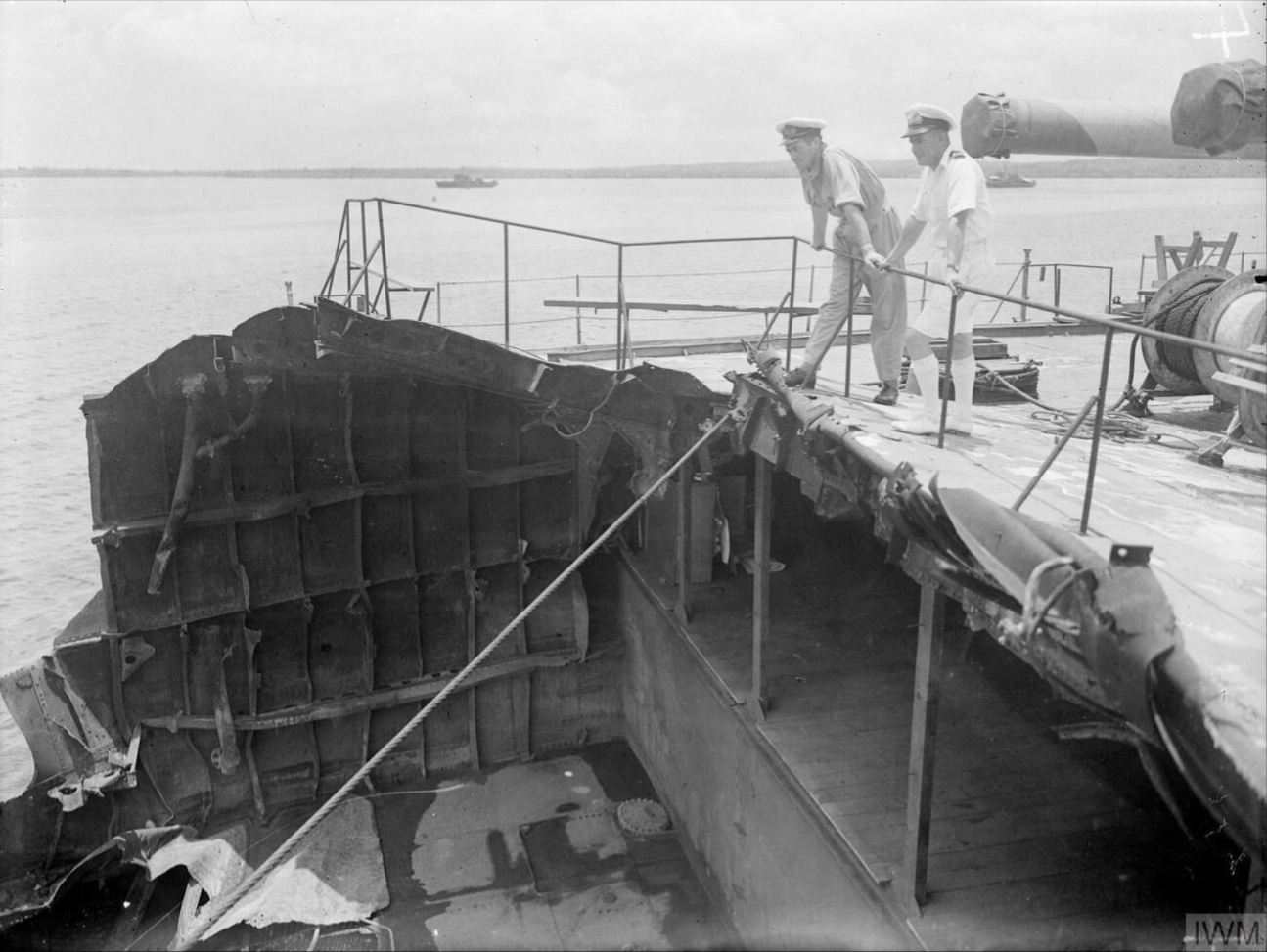
Hai sĩ quan Anh đang xem xét phần còn lại của đuôi tàu tuần dương hạng nặng Myōkō tại Singapore, tháng 9 năm 1945.

Lên đường từ Fremantle vào ngày 5 tháng 12 cho chuyến tuần tra thứ hai, Bergall băng qua eo biển Lombok ba ngày sau đó và ra khỏi eo biển Karimata vào ngày 11 tháng 12. Đang khi tuần tra ban đêm trên mặt biển ngoài khơi mũi Cà Mau, Đông Dương thuộc Pháp hai ngày sau đó, nó phát hiện hai tàu chiến Nhật Bản di chuyển ở tốc độ 13 hải lý trên giờ (24 km/h) và bắt đầu truy đuổi trên mặt nước. Nó phóng một loạt sáu quả ngư lôi trên mặt nước lúc 20 giờ 37 phút ở khoảng cách 3.300 thước Anh (3.000 m), vào mục tiêu giờ đây được xác định là một tàu tuần dương hạng nặng. Một quả ngư lôi đánh trúng đã gây hư hại nặng cho chiếc Myōkō, nhưng Bergall không thể tiếp tục tấn công vì tàu khu trục Ushio cùng với Myōkō đã phát hiện và nả pháo nhắm vào chiếc tàu ngầm, khiến nó hư hại đáng kể cửa nắp tháp chỉ huy và bị thủng vỏ tàu chịu áp lực bởi một phát đạn pháo 8-inch bị tịt ngòi. Không thể lặn xuống ở vùng nước nông và bị hư hại, Bergall buộc phải rút lui mà không thể kết liễu đối thủ. Dù bị hư hại nặng, Myōkō đã sống sót và được kéo về đến Singapore vào ngày 25 tháng 12; nó bị bỏ không tại đây và không bao giờ được sửa chữa cho đến khi chiến tranh chấm dứt.
Cho dù đã được sửa chữa khẩn cấp, Bergall không thể lặn nhưng có thể di chuyển trên mặt nước. Thủy thủ đoàn phải liên tục trực chiến các khẩu pháo phòng không đề phòng bị đối phương không kích. Nó gặp gỡ tàu ngầm Angler (SS-249) vào ngày 15 tháng 12, nhưng đã không tự đánh chìm tàu theo lệnh từ căn cứ, nhưng mạo hiểm đi trên mặt biển suốt chặng đường gần 2.000 hải lý (3.700 km) để quay trở về căn cứ. Nhờ không đụng độ với máy bay tuần tra đối phương, và được che chở bởi bầu trời đầy mây mù, Bergall về đến căn cứ Fremantle an toàn vào ngày 20 tháng 12. Chiếc tàu ngầm được tặng thưởng danh hiệu Đơn vị Tuyên dương Hải quân do thành tích trong chuyến tuần tra này.

#### Chuyến tuần tra thứ ba
Sau khi hoàn tất sửa chữa và được tái trang bị, Bergall tiến hành huấn luyện với kiểu ngư lôi Mark 27 dò âm mới trước khi lên đường vào ngày 19 tháng 1, 1945 cho chuyến tuần tra thứ ba. Nó đã phục vụ tìm kiếm và giải cứu hỗ trợ các hoạt động không kích tại khu vực eo biển Lombok trong ngày 26 tháng 1. Lúc 03 giờ 05 phút đêm hôm đó, nó phóng một quả ngư lôi từ khoảng cách 600 thước Anh (550 m) nhắm vào một mục tiêu phát hiện qua radar, đánh chìm một tàu quét mìn duyên hải 174 tấn, và đến sáng hôm sau đã vớt hai người sống và bắt giữ làm tù binh chiến tranh. Ba ngày sau nó lại tấn công một tàu tuần tra, nhưng lần này quả ngư lôi bị trượt. Ngoài khơi Borneo, Bergall chuyển giao tù binh sang tàu ngầm Bluegill (SS-242) để tiếp tục tuần tra dọc bờ biển Đông Dương thuộc Pháp.
Ngoài khơi vịnh Vân Phong vào ngày 7 tháng 2, Bergall phát hiện hai tàu chở dầu lớn được bốn tàu hộ tống bảo vệ. Nó phóng một loạt sáu quả ngư lôi tấn công lúc 09 giờ 36 phút, ghi nhận được ba vụ nổ nhưng không thể đánh giá kết quả vì phải lặn khẩn cấp để né tránh đối phương truy đuổi. Các tàu hộ tống phản công với bảy lượt mìn sâu tại vùng nước nông trong suốt ba giờ tiếp theo. Các quả ngư lôi của nó chỉ gây hư hại cho tàu chở dầu Toho Maru nhưng lại đánh chìm Tàu phòng vệ duyên hải số 63 (800 tấn).
Tiếp tục ở lại khu vực tuần tra cho đến ngày 12 tháng 2, Bergall được lệnh gia nhập cùng các tàu ngầm Guitarro (SS-363) và Blower (SS-325) để hình thành một đội tấn công phối hợp "Bầy sói". Đội đã tuần tra ngoài khơi mũi Batangan, và sau nhiều lần lặn xuống né tránh máy bay tuần tra, Bergall phát hiện một lực lượng bao gồm hai thiết giáp hạm, một tàu tuần dương và ba tàu khu trục vào giữa trưa ngày 13 tháng 2. Nó tiếp cận đối phương đến khoảng cách 4.800 thước Anh (4.400 m) và phóng một loạt sáu quả ngư lôi tấn công trước khi lặn xuống ẩn nấp; không đầy mười phút sau đó đối phương phản công với 15 quả mìn sâu được thả xuống khiến chiếc tàu ngầm bị hư hại nhẹ. Phía Nhật Bản không bị thiệt hại gì trong cuộc đụng độ này, và Bergall kết thúc chuyến tuần tra để quay trở về căn cứ tại vịnh Subic, Philippines vừa mới được giải phóng, đến nơi vào ngày 17 tháng 2. Nó được bảo trì cặp bên mạn tàu tiếp liệu tàu ngầm Griffin (AS-13).

#### Chuyến tuần tra thứ tư
Lên đường vào đầu tháng 3 cho chuyến tuần tra thứ tư tại khu vực biển Đông ngoài khơi Đông Dương thuộc Pháp, Bergall hoạt động trong thành phần một "Bầy sói" bao gồm các tàu ngầm chị em Blueback (SS-326) và Blenny (SS-324), và phục vụ tìm kiếm và giải cứu tại vùng biển ngoài khơi mũi Varella từ ngày 7 tháng 3. Vào ngày 15 tháng 3, nó hướng lên phía Bắc để giải cứu bốn thành viên một đội bay trên một bè cứu sinh trên biển. Trong giai đoạn này nó đã chịu đựng đợt tấn công bằng mìn sâu từ tàu tuần tra đối phương và hai lần bị tàu ngầm đối phương phóng ngư lôi, nhưng không bị thiệt hại gì. Nó chuyển sang tuần tra ngoài khơi Java từ ngày 8 tháng 4, nhưng thường xuyên phải lặn xuống né tránh máy bay tuần tra đối phương. Nó rời khu vực vào ngày 14 tháng 4 và về đến căn cứ Fremantle ba ngày sau đó.
Bergall vào ụ tàu để được sửa chữa và nâng cấp, bao gồm bảo trì vỏ tàu và sửa chữa bánh lái rung động mạnh khi vận hành. Con tàu cũng được trang bị radar thế hệ mới hơn và tăng cường pháo phòng không Bofors 40 mm và Oerlikon 20 mm.

#### Chuyến tuần tra thứ năm
Khởi hành từ Fremantle vào ngày 12 tháng 5 cho chuyến tuần tra thứ năm, cũng là chuyến cuối cùng, Bergall rời eo biển Lombok sáu ngày sau đó và di chuyển ở phía Nam đảo Kangean. Nó trồi lên mặt biển để bắn phá một tàu chở hàng ven biển bằng pháo 40 mm, nhưng một máy bay tuần tra đối phương xuất hiện kịp thời đã giúp đối thủ tránh bị tiêu diệt. Chiếc tàu ngầm băng qua biển Java để đánh chặn tàu buôn đối phương xuất phát từ Singapore, rồi cùng các tàu ngầm Bullhead (SS-332), USS Hawkbill (SS-366), Kraken (SS-370) và Cobia (SS-245) tiếp tục tuần tra dọc bờ biển Đông Dương thuộc Pháp, và canh phòng vào giai đoạn lực lượng Đồng Minh đổ bộ lên Tarakan, Borneo. Vào ngày 30 tháng 5, nó tiêu diệt toàn bộ một đoàn hai tàu kéo và năm sà lan bằng hải pháo.
Đang khi di chuyển dọc bờ biển bán đảo Malay trong vịnh Thái Lan vào ngày 13 tháng 6, Bergall bị hư hại do trúng phải thủy lôi, nên phải rút lui về căn cứ vịnh Subic, Philippines, đến nơi vào ngày 17 tháng 6. Sau khi được sửa chữa tạm thời, chiếc tàu ngầm quay trở về Hoa Kỳ, băng qua kênh đào Panama, và đi vào Xưởng hải quân Portsmouth vào ngày 4 tháng 8 để được sửa chữa triệt để. Nó đang trong ụ tàu khi Nhật Bản chấp nhận đầu hàng vào ngày 15 tháng 8, giúp chấm dứt vĩnh viễn cuộc xung đột.

#### 1946 - 1958
Sau khi hoàn tất việc sửa chữa, Bergall gia nhập trở lại Hạm đội Thái Bình Dương vào tháng 12, 1945 và hoạt động tại khu vực này cho đến năm 1950. Chiếc tàu ngầm từng thực hiện một chuyến đi sang khu vực Viễn Đông từ ngày 4 tháng 12, 1948 đến ngày 28 tháng 2, 1949. Nó rời Trân Châu Cảng vào ngày 10 tháng 6, 1950 do được điều động sang khu vực Đại Tây Dương, đi đến New London, Connecticut vào ngày 11 tháng 7, và bắt đầu phục vụ tại vùng bờ Đông, với một chuyến đi sang khu vực Địa Trung Hải. Trong một cuộc tập trận hạm đội vào ngày 1 tháng 11, 1954, đang khi thực hành phóng ngư lôi mô phỏng vào một lực lượng hạm tàu nổi tấn công, nó mắc tai nạn va chạm với tàu khu trục USS Norris (DD-859).
Bergall lên đường rời Hoa Kỳ vào ngày 26 tháng 9, 1958 để hướng sang Địa Trung Hải, đi đến İzmir, Thổ Nhĩ Kỳ vào ngày 15 tháng 10. Nó được cho xuất biên chế tại đây hai ngày sau đó và đồng thời được chuyển giao cho Thổ Nhĩ Kỳ. Tên nó được cho rút khỏi danh sách Đăng bạ Hải quân Hoa Kỳ vào ngày 1 tháng 2, 1973.

### TCGTurgutreis
Chiếc tàu ngầm được cho nhập biên chế cùng Hải quân Thổ Nhĩ Kỳ vào ngày 17 tháng 10, 1958. Nó hoạt động dưới tên gọi TCG Turgutreis (S 342), được chuyển quyền sở hữu cho chính phủ Thổ Nhĩ Kỳ vào ngày 15 tháng 2, 1973, và tiếp tục phục vụ cho đến khi xuất biên chế vào ngày 5 tháng 4, 1983. Được đổi tên thành Ceryan Botu - 6, nó phục vụ như một tàu tiện ích của xưởng tàu và dùng để nạp điện cho các tàu chị em cho đến khi ngừng hoạt động vào năm 1996. Con tàu cuối cùng bị tháo dỡ vào tháng 4, 2000.

## Phần thưởng
Bergall được tặng thưởng danh hiệu Đơn vị Tuyên dương Hải quân cùng bốn Ngôi sao Chiến trận do thành tích phục vụ trong Thế Chiến II. Nó được ghi công đã đánh chìm bốn tàu Nhật Bản với tổng tải trọng 15.684 tấn.
|  |                                                       |  |
|  | Bronze star · Bronze star · Bronze star · Bronze star |  |

| Dãi băng Hoạt động Tác chiến  | Dãi băng Hoạt động Tác chiến                                            | Đơn vị Tuyên dương Hải quân                                             | Đơn vị Tuyên dương Hải quân          |
| Huân chương Chiến dịch Hoa Kỳ | Huân chương Chiến dịch Châu Á-Thái Bình Dương với 4 Ngôi sao Chiến trận | Huân chương Chiến dịch Châu Á-Thái Bình Dương với 4 Ngôi sao Chiến trận | Huân chương Chiến thắng Thế Chiến II |